# Салтыков, Григорий Сергеевич
Граф Григо́рий Серге́евич Салтыко́в (1777—1814) — русский литератор из рода Салтыковых. Один из издателей журнала «Друг просвещения».

## Биография
Будучи внебрачным сыном генерал-майора графа С. В. Салтыкова, до 1801 года носил фамилию Жердевский (в трёх верстах от родовой усадьбы Салтыковых Смольнево находится деревня Жердеево; отсюда, видимо, и была образована фамилия). Согласно последней воле отца, утверждённой императором, унаследовал его фамилию и титул. Был принят московским обществом, женился на дочери бригадира С. Ф. Толстого, Елизавете Степановне Толстой (1781—после 1824). 
По словам Е. Яньковой, Салтыков был очень приятной наружности, прекрасно воспитанный и единственный наследник отца своего, который очень его любил. С женой граф жил очень ладно, и когда он умер, Елизавета Степановна не хотела вторично вступать в брак и посвятила себя воспитанию единственной дочери Александры (1805—1871) и выдала ее замуж за П. И. Колошина.
Салтыкову принадлежат, кроме переводов, оды «На победы, одержанные над Наполеоном Голенищевым-Кутузовым» (М., 1812), «На случай настоящей войны с французами» (1812) и др., а также несколько стихотворений в «Приятном полезном препровождении времени» и «Друге просвещения», который он издавал в 1804—1806 годах вместе с Хвостовым и Кутузовым.

## Источник
- Салтыков, Григорий Сергеевич // Энциклопедический словарь Брокгауза и Ефрона : в 86 т. (82 т. и 4 доп.). — СПб., 1890—1907.